# Bodomér
A Bodomér régi magyar férfinév.  Valószínűleg a szláv Budimir személynévből származik. A Budimir elemeinek a jelentése: lenni + béke.

## Képzett nevek
- Bod:[1] régi magyar személynév, valószínűleg a Bodomér rövidülése[2]
- Bodó:[1] régi magyar személynév, valószínűleg a Bodomér rövidülése, illetve a Bod -ó kicsinyítőképzős alakja[2]
- Bodony:[1] régi magyar személynév, valószínűleg a Bod és az ilyen kezdetű nevek kicsinyítőképzős alakja[2]
- Bodor:[1] régi magyar személynév, valószínűleg a Bodomér rövidülése, és nincs köze a göndör jelentésű bodor, bondor szavakhoz[2]
- Vadony:[1] lehet a vad szó származéka, vagy a Bodony alakváltozata[3]

## Gyakorisága
Az 1990-es években a Bodomér, Bod, Bodó, Bodony, Bodor és Vadony egyaránt szórványosan fordult elő, a 2000-es években egyik sem szerepel a 100 leggyakoribb férfinév között.

## Névnapok
Bodomér: december 21.
Bod: május 28., június 15.
Bodó: február 2.
Bodony, Vadony: augusztus 30.,
Bodor: október 4., november 19.